# كرسول دائري الأوراق
كرسول دائري الأوراق (الاسم العلمي:Crassula nummulariifolia) هو نوع نباتي يتبع جنس الكرسول من فصيلة الكرسولية.